# Liste des épisodes de Kaamelott
Pour un article plus général, voir Kaamelott.
La série télévisée Kaamelott compte six saisons.
Cette série comprend plusieurs particularités de forme. En effet, l’auteur Alexandre Astier a dénommé « Livre » chaque segment annuel de production (au lieu du terme consacré de « saison »). Les titres d’épisodes affichés dans la série ont une majuscule à chaque mot, pour refléter le style des écritures médiévales ; ce standard n’a pas été repris dans la liste ci-après, qui se conforme aux règles d’usage des majuscules.
L’ordre présenté ici est l’ordre de diffusion à la télévision (sauf lorsque cet ordre n’est pas disponible, pour la saison 1). Cet ordre a été modifié lors de la sortie en DVD. Des erreurs de discontinuités ou des cafouillages d’intrigue peuvent être décelés dans les deux ordres, mais l’ordre DVD semble être celui qui respecte le mieux l’histoire de l’œuvre.

## Épisodes pilotes

### Le court métrage initial
- Dies iræ, court métrage original 2003

Le court métrage Dies iræ (2003) a eu pour récompenses:
- 2003 : Prix du public au festival Off-Courts de Trouville.
- 2003 : Prix spécial du jury au Festival du court métrage d'humour de Meudon.
- 2003 : Mention du jury au festival du film d’action et d’aventures de Valenciennes.
- 2004 : Prix du public du court métrage francophone au festival Comédia / Juste pour rire de Montréal.

### Les dix épisodes pilotes
Ces épisodes sont considérés comme des pilotes, c’est-à-dire des épisodes de travail. Seuls les épisodes 9 à 10 ont la présentation définitive de la série (format, musique et génériques comme au Livre I). Et seuls deux épisodes pilotes ont été diffusés, La Carte et Le Repas de famille, les autres sont inédits. Ils sont présents dans le troisième DVD du coffret Kaamelott Livre I : L’intégrale.
1. Le Duel
2. L'Invasion viking
3. La Bataille rangée
4. La Romance de Perceval
5. Les Funérailles d'Ulfin
6. Le Chevalier femme
7. La Carte
8. Le Repas de famille
9. Le Répurgateur
10. Le Labyrinthe

## Livre I
- Le Livre I a été diffusé du 3 janvier 2005 à mars 2005.
- Il a été conçu de façon à pouvoir être suivi occasionnellement : chaque épisode est totalement indépendant des autres et consiste en une unité narrative. Ainsi, il n’existe pas, contrairement au Livre III et suivants, d’histoire de fond propre au Livre I, ce qui en fait une sorte d’introduction à l’univers de Kaamelott. Certains éléments d’une histoire sont néanmoins distillés dans quelques épisodes.
- L’ordre de diffusion télévisuelle n’étant pas disponible, les épisodes sont présentés dans l’ordre de la liste du DVD Kaamelott Livre I : L’intégrale. Cet ordre inclut certaines contradictions ; par exemple, le personnage d’Azénor est évoqué avant son apparition dans l’épisode Azénor.
- L’épisode La Mort le Roy Artu est parfois appelé La Mort le roy Arthur.

### Tome 1
1. Heat
2. Les Tartes aux myrtilles
3. La Table de Breccan
4. Le Chevalier mystère
5. Le Fléau de Dieu
6. Le Garde du corps
7. Des nouvelles du monde
8. Codes et Stratégies
9. Le Maître d’armes
10. Le Négociateur
11. Dîner dansant
12. Le Sixième Sens
13. Arthur et la Question
14. Monogame
15. Les Défis de Merlin
16. Le Banquet des chefs
17. Le Signe
18. En forme de Graal
19. Le Repos du guerrier
20. La Dent de requin
21. La Taxe militaire
22. La Queue du scorpion
23. La Potion de fécondité
24. L’Interprète
25. Le Sacrifice
26. À la volette
27. De retour de Judée
28. La Botte secrète
29. L’Assassin de Kaamelott
30. Le Trois de cœur
31. Basidiomycètes
32. L’Imposteur
33. Compagnons de chambrée
34. La Grotte de Padraig
35. Ambidextrie
36. Raison d’argent
37. La Romance de Lancelot
38. Merlin et les Loups
39. Le Cas Yvain
40. L’Adoubement
41. Arthur et les Ténèbres
42. Le Zoomorphe
43. La Coccinelle de Madenn
44. Patience dans la plaine
45. Le Oud
46. Le Code de chevalerie
47. Létal
48. Azénor
49. Le Sort de rage
50. Les Nouveaux Frères

### Tome 2
1. Enluminures
2. Haunted
3. Le Secret de Lancelot
4. Le Serpent géant
5. Guenièvre et les Oiseaux
6. Le Dernier Empereur
7. Perceval relance de quinze
8. Le Coup d’épée
9. La Jupe de Calogrenant
10. Le Prodige du fakir
11. Un bruit dans la nuit
12. Feu l’âne de Guethenoc
13. Goustan le Cruel
14. Le Chaudron rutilant
15. La Visite d’Ygerne
16. Les Clandestins
17. La Kleptomane
18. Le Pain
19. La Mort le Roy Artu
20. Le Problème du chou
21. Un roi à la taverne
22. Les Fesses de Guenièvre
23. Le Billet doux
24. Guenièvre et l’Orage
25. Eunuques et Chauds Lapins
26. Choc frontal
27. Le Forage
28. Le Discobole
29. L’Expurgation de Merlin
30. Les Volontaires
31. Polymorphie
32. Décibels nocturnes
33. La Fête de l’hiver
34. Gladiator
35. La Blessure mortelle
36. Le Dragon des tunnels
37. Retour de campagne
38. L’Escorte
39. Tel un chevalier
40. La Pâte d’amande
41. La Fureur du dragon
42. Vox populi
43. Unagi
44. L’Éclaireur
45. Lacrimosa
46. La Quête des deux renards
47. Agnus Dei
48. Le Tourment
49. La Retraite
50. La Vraie Nature du Graal

## Livre II
- Le Livre II a été diffusé entre le 2 mai 2005 et le 7 octobre 2005 pour les 88 premiers épisodes. Les douze derniers épisodes (numéros 89 à 100) ont été tournés en même temps que le Livre III, ce qui explique une interruption de deux mois entre la diffusion des épisodes 88 et 89. Les trois derniers épisodes, notamment, font office de transition avec le Livre III au niveau des décors et du physique des acteurs (coupes de cheveux différentes). Ces douze épisodes ont été diffusés à la fin du mois de décembre 2005, en prélude au Livre III.
- Les épisodes sont présentés dans l’ordre original de diffusion.

### Livre II Tome 1 (télévision)
1. Les Exploités
2. Séli et les Rongeurs
3. La Chambre
4. Le Rassemblement du corbeau
5. Le Terroriste
6. Le Portrait
7. Unagi II
8. Vox populi II
9. La Révolte
10. L’Enlèvement de Guenièvre
11. L’Ambition
12. Le Reclassement
13. L’Escorte II
14. Sous les verrous
15. Silbury Hill
16. La Vigilance d’Arthur
17. Le Monde d’Arthur
18. Plus près de Toi
19. Les Paris
20. Immaculé Karadoc
21. Les Misanthropes
22. Sept cent quarante-quatre
23. Corpore sano
24. Les Tuteurs
25. Les Mauvaises Graines
26. Le Larcin
27. La Délégation maure
28. L’Ivresse
29. La Cassette
30. Le Tourment II
31. Le Message codé
32. Le Poème
33. L’Ancien Temps
34. La Fête du printemps
35. Les Classes de Bohort
36. Perceval et le Contre-sirop
37. La Joute ancillaire
38. La Garde royale
39. Les Jumelles du pêcheur
40. Le Dialogue de paix
41. Feue la vache de Roparzh[2]
42. Les Alchimistes
43. Le Cadeau
44. Le Havre de paix
45. Les Vœux
46. The Game
47. L’Absent
48. La Quinte juste
49. Le Donneur
50. O’Brother

### Livre II Tome 2 (télévision)
1. Arthur in Love
2. L’Invincible
3. Les Chiens de guerre
4. La Botte secrète II
5. Les Esclaves
6. Merlin l’archaïque
7. La Corde
8. Un roi à la taverne II
9. Les Neiges éternelles
10. L’Alliance
11. La Ronde
12. L’Absolution
13. Aux yeux de tous
14. Le Sort perdu
15. La Voix céleste
16. La Restriction
17. Pupi
18. Spiritueux
19. Mater dixit
20. Le Temps des secrets
21. Les Drapeaux
22. La Morsure du Dace
23. L’Anniversaire de Guenièvre
24. Les Volontaires II
25. La Conscience d’Arthur
26. Le Rebelle
27. La Rencontre
28. Always
29. Le Guet
30. Spangenhelm
31. Le Jeu du caillou
32. Les Pigeons
33. L’Oubli
34. Le Plat national
35. La Fumée blanche
36. Les Félicitations
37. Des hommes d’honneur
38. L’Enragé
39. Le Pédagogue
40. Amen
41. Le Secret d’Arthur
42. Excalibur et le Destin
43. Stargate
44. Les Parchemins magiques
45. Le Passage secret
46. Le Complot
47. Trois cent soixante degrés
48. La Frange romaine
49. Les Comptes
50. L’Orateur

Les DVD du livre 2 n'ont pas les épisodes dans l'ordre précédent mais dans celui-ci :

### Livre II Tome 1 (DVD)
1. Spangenhelm
2. Les Alchimistes
3. Le Dialogue de Paix
4. Le Portrait
5. Silbury Hill
6. Le Reclassement
7. Le Rassemblement du Corbeau
8. Les Volontaires II
9. Le Terroriste
10. La Chambre
11. Le Message Codé
12. La Délégation Maure
13. L’Enlèvement de Guenièvre
14. Les Classes de Bohort
15. Le Monde d’Arthur
16. Les Tuteurs
17. Les Jumelles du Pêcheur
18. Sept Cent Quarante-Quatre
19. L'Absolution
20. Les Misanthropes
21. La Cassette
22. Plus Près de Toi
23. La Révolte
24. Sous les Verrous
25. Séli et les Rongeurs
26. Un Roi à la Taverne II
27. L'Ancien Temps
28. Le Passage Secret
29. Les Mauvaises Graines
30. La Garde Royale
31. L'Ivresse
32. Mater Dixit
33. Spiritueux
34. La Ronde
35. Merlin l'Archaïque
36. Les Exploités
37. L’Escorte II
38. Le Larcin
39. La Rencontre
40. Les Pigeons
41. O'Brother
42. La Fête du Printemps
43. La Voix Céleste
44. L'Invincible
45. Amen
46. Le Cadeau
47. Le Complot
48. La Vigilance d’Arthur
49. Les Chiens de Guerre
50. Always

### Livre II Tome 2 (DVD)
1. Arthur in Love
2. Excalibur et le Destin
3. L'Absent
4. The Game
5. La Quinte Juste
6. La Fumée Blanche
7. Unagi II
8. La Joute Ancillaire
9. Le Donneur
10. Le Jeu du Caillou
11. L'Alliance
12. Le Secret d'Arthur
13. Aux Yeux de Tous
14. Immaculé Karadoc
15. La Morsure du Dace
16. Les Neiges Eternelles
17. Des Hommes d'Honneur
18. Stargate
19. Feue la Vache de Roparzh[2]
20. Les Vœux
21. Le Pédagogue
22. Perceval et le Contre-Sirop
23. L'Oubli
24. L'Ambition
25. Le Poème
26. Corpore Sano
27. Le Havre de Paix
28. L'Anniversaire de Guenièvre
29. La Botte Secrète II
30. Les Parchemins Magiques
31. L'Enragé
32. Trois Cent Soixante Degrés
33. Pupi
34. Vox Populi II
35. Le Rebelle
36. Les Félicitations
37. Les Paris
38. Les Esclaves
39. Les Drapeaux
40. Le Guet
41. Le Sort Perdu
42. La Restriction
43. La Corde
44. Le Tourment II
45. Le Plat National
46. Le Temps des Secrets
47. La Conscience d'Arthur
48. La Frange Romaine
49. L'Orateur
50. Les Comptes

## Livre III
- Le Livre III a été diffusé entre le 9 janvier 2006 et le 22 mars 2006.
- Le Livre III est le premier livre à suivre une histoire de fond chronologique. S’il existe toujours de nombreux épisodes indépendants, on note la présence d’épisodes qui font avancer l’histoire. Ces épisodes nécessitent d’avoir suivi les épisodes précédents car ils recèlent de nombreuses références à ceux-ci.
- On peut noter qu'originellement, le double épisode La Poétique se décomposait en La Poétique et La Poétique II ; néanmoins, la présence d’autres épisodes en deux parties (L’Assemblée des rois et La Dispute) a modifié rétroactivement les titres de ce premier double épisode. Ainsi, lors de la rediffusion du 4 avril 2006, on a pu lire La Poétique 1re partie et La Poétique 2e partie.
- Les épisodes sont présentés dans l’ordre original de diffusion. Cet ordre inclut des contradictions. Par exemple, dans l’épisode Saponides et Détergents, Guethenoc rase sa moustache ; dans un épisode diffusé ensuite, on le retrouve avec sa moustache et dans un autre diffusé encore plus tard, il est de nouveau sans moustache.

### Livre III (télévision)
1. Le Chevalier errant
2. Morituri
3. L’Aveu de Bohort
4. Le Renfort magique
5. Le Porte-bonheur
6. Le Magnanime
7. Le Combat des chefs
8. Le Sanglier de Cornouailles
9. Le Professionnel
10. Le Fléau de Dieu II
11. Le Tournoi
12. La Potion de vivacité
13. Les Derniers Outrages
14. Unagi III
15. Ablutions
16. Séfriane d’Aquitaine
17. Saponides et Détergents
18. Perceval chante Sloubi
19. Les Affranchis
20. Le Dialogue de paix II
21. Silbury Hill II
22. Le Repos du guerrier II
23. La Poétique 1re partie
24. La Poétique 2e partie
25. Cryda de Tintagel
26. Le Déserteur
27. Le Trouble
28. Les Suppléants
29. Le Petit Poucet
30. L’Ivresse II
31. La Pierre de Lune
32. Legenda
33. La Potion de vérité
34. Les Cousins
35. L’Ankou
36. Les Clous de la Sainte Croix
37. Guenièvre et Euripide
38. Dream On
39. La Cassette II
40. Arthur sensei
41. La Menace fantôme
42. La Nuit du nomade
43. Mission
44. La Révolte II
45. Les Paris II
46. Les Cheveux noirs
47. La Pythie
48. Poltergeist
49. Le Solitaire
50. Le Jour d’Alexandre
51. L’Abstinent
52. La Corne d’abondance
53. Feue la poule de Guethenoc
54. Les Festivités
55. Au Bonheur des Dames
56. Aux yeux de tous II
57. Cuisine et Dépendances
58. La Coopération
59. La Ronde II
60. L’Empressée
61. Haunted II
62. L’Arche de transport
63. La Crypte maléfique
64. La Baliste
65. Le Tourment III
66. Les Tourelles
67. La Potion de fécondité II
68. La Baraka
69. L’Attaque nocturne
70. La Restriction II
71. Arthur in Love II
72. La Grande Bataille
73. La Fête de l’hiver II
74. Le Tribut
75. Witness
76. Les Auditeurs libres
77. Alone in the Dark
78. Le Justicier
79. L’Espion
80. Stargate II
81. Raison d’argent II
82. Le Vulgarisateur
83. Le Mangonneau
84. Sous les verrous II
85. L’Insomniaque
86. La Chevalerie
87. La Veillée
88. L’Étudiant
89. L’Assemblée des rois 1re partie
90. L’Assemblée des rois 2e partie
91. Le Mauvais Augure
92. Le Culte secret
93. Le Baiser romain
94. Le Médiateur
95. Le Législateur
96. Les Défis de Merlin II
97. Le Trophée
98. Hollow Man
99. La Dispute 1re partie
100. La Dispute 2e partie

Les DVD du livre 3 n'ont pas les épisodes dans l'ordre précédent mais dans celui-ci :

### Livre III Tome I (DVD)
1. Le Chevalier errant
2. L’Aveu de Bohort
3. Le Magnanime
4. Le Porte-bonheur
5. Séfriane d’Aquitaine
6. Le Combat des chefs
7. Le Déserteur
8. La Potion de vivacité
9. Le Sanglier de Cornouailles
10. L’Ankou
11. Ablutions
12. La Poétique 1re partie
13. La Poétique 2e partie
14. Les Derniers Outrages
15. Guenièvre et Euripide
16. Unagi III
17. Le Fléau de Dieu II
18. Cryda de Tintagel
19. L’Ivresse II
20. Legenda
21. Le Renfort magique
22. Silbury Hill II
23. Le Professionnel
24. Les Suppléants
25. La Nuit du nomade
26. L’Assemblée des rois 1re partie
27. L’Assemblée des rois 2e partie
28. L’Arche de transport
29. Les Cousins
30. Le Trouble
31. Le Tournoi
32. La Pierre de Lune
33. La Pythie
34. Les Cheveux noirs
35. Dream On
36. Feue la poule de Guethenoc
37. Le Repos du guerrier II
38. Les Affranchis
39. Les Clous de la Sainte Croix
40. La Corne d’abondance
41. Morituri
42. Le Dialogue de paix II
43. Stargate II
44. L’Abstinent
45. Aux yeux de tous II
46. La Potion de vérité
47. Le Petit Poucet
48. Haunted II
49. La Révolte II
50. Perceval chante Sloubi

### Livre III Tome II (DVD)
1. Le Jour d’Alexandre
2. La Cassette II
3. Poltergeist
4. Les Paris II
5. Au Bonheur des Dames
6. Les Tourelles
7. Cuisine et Dépendances
8. Arthur sensei
9. Le Solitaire
10. Les Festivités
11. La Menace fantôme
12. La Coopération
13. L’Empressée
14. La Ronde II
15. Mission
16. La Baliste
17. La Baraka
18. La Veillée
19. Le Tourment III
20. La Potion de fécondité II
21. L’Attaque nocturne
22. La Restriction II
23. Les Défis de Merlin II
24. Saponides et Détergents
25. Le Justicier
26. La Crypte maléfique
27. Arthur in Love II
28. La Grande Bataille
29. La Fête de l’hiver II
30. Sous les verrous II
31. Le Vulgarisateur
32. Witness
33. Le Tribut
34. Le Culte secret
35. Le Mangonneau
36. La Chevalerie
37. Le Mauvais Augure
38. Raison d’argent II
39. Les Auditeurs libres
40. Le Baiser romain
41. L’Espion
42. Alone in the Dark
43. Le Législateur
44. L’Insomniaque
45. L’Étudiant
46. Le Médiateur
47. Le Trophée
48. Hollow Man
49. La Dispute 1re partie
50. La Dispute 2e partie

## Livre IV
- Le tournage du Livre IV a eu lieu entre le 2 mai et le 5 juillet 2006 près de Lyon, au Studio 24. Sa diffusion a débuté le 18 septembre et s’est terminée le 24 novembre. Prévue pour le 4 septembre, celle-ci a d’abord été repoussée au 11 septembre avant d’être de nouveau retardée d’une semaine. Le 14 septembre 2006, soit quatre jours avant le début de la diffusion télévisuelle du Livre IV, un épisode inédit de ce dernier (Les Pisteurs) a été mis légalement et gratuitement à disposition du public par M6, sous pression de CALT et d’Alexandre Astier. Le Livre IV, à l’instar du précédent, est entièrement chronologique.
- Le Livre IV est le premier à diffuser un épisode de 7 minutes au lieu de deux de 3 minutes 30. La constitution de cet épisode (Le Désordre et la Nuit) vise à introduire le nouveau format de la série : dès le Livre V, un double épisode sera diffusé par soir au lieu de deux.
- L’épisode Perceval fait raitournelle est parfois appelé Perceval fait ritournelle.
- L'ordre original de diffusion télévisée[3] comporte des invraisemblances. Par exemple, dans l’épisode L’Ascension du Lion, Yvain fait référence à Galessin en tant que traître, alors que ceci est révélé dans l’épisode Le Traître, diffusé après celui-ci. Il est bien évident que Le Traître aurait dû être diffusé avant L’Ascension du Lion. De même, l’épisode Les Tuteurs II, qui montre Yvain et Gauvain dans une tourelle sur la plage, a été diffusé avant l’épisode Le Grand Départ, qui dépeint le départ des deux camarades vers cette même tourelle. Le DVD du Livre IV rétablit, en partie, un ordre cohérent en introduisant Le Traître avant L’Ascension du Lion. Néanmoins, les épisodes Le Grand Départ et Les Tuteurs II conservent leurs places.
- Les épisodes sont présentés dans l’ordre original de diffusion.

### Livre IV Tome I (télévision)
1. Tous les matins du monde 1re partie
2. Tous les matins du monde 2e partie
3. Raison et Sentiments
4. Les Tartes aux fraises
5. Le Dédale
6. Les Pisteurs
7. Le Traître
8. La Faute 1re partie
9. La Faute 2e partie
10. L’Ascension du Lion
11. Une vie simple
12. Le Privilégié
13. Le Bouleversé
14. Dagonet et le Cadastre
15. Les Liaisons dangereuses
16. Les Exploités II
17. Duel 1re partie
18. Duel 2e partie
19. La Foi bretonne
20. Au service secret de Sa Majesté
21. La Parade
22. Seigneur Caius
23. L’Échange 1re partie
24. L’Échange 2e partie
25. L’Échelle de Perceval
26. La Chambre de la reine
27. Les Émancipés
28. La Révoquée
29. La Baliste II
30. Les Bonnes
31. La Révolte III
32. Le Rapport
33. L’Art de la table
34. Les Novices
35. Les Refoulés
36. Les Tuteurs II
37. Le Tourment IV
38. Le Rassemblement du corbeau II
39. Le Grand Départ
40. La Clandestine
41. L’Auberge rouge
42. Les Envahisseurs
43. Les Curieux 1re partie
44. Les Curieux 2e partie
45. Les Tacticiens 1re partie
46. Les Tacticiens 2e partie
47. La vie est belle
48. Unagi IV
49. La Réponse

### Livre IV Tome II (télévision)
1. Anges et Démons
2. La Rémanence
3. La Potion de vivacité II
4. Vox populi III
5. La Sonde
6. La Relève
7. Perceval fait ritournelle
8. La Poétique II 1re partie
9. La Poétique II 2e partie
10. La Permission
11. Le Dragon gris
12. La Réaffectation
13. Le Jeu de la guerre
14. Le Rêve d’Ygerne
15. Les Chaperons
16. L’Habitué
17. Le Camp romain
18. Loth et le Graal
19. La Répétition
20. Le Refuge
21. L’Ultimatum
22. La Dame et le Lac
23. Beaucoup de bruit pour rien
24. Le Oud II
25. Le Discours
26. Le Paladin
27. Le Choix de Gauvain
28. Le Face-à-face 1re partie
29. Le Face-à-face 2e partie
30. L’Usurpateur
31. Fluctuat nec mergitur
32. La Blessure d’Yvain
33. Corpore sano II
34. L’Enchanteur
35. Les Bien Nommés
36. Drakkars !
37. L’Approbation
38. La Prisonnière
39. Les Paris III
40. Alone in the Dark II
41. Les Plaques de dissimulation
42. Le Vice de forme
43. L’Inspiration
44. Le Renoncement 1re partie
45. Le Renoncement 2e partie
46. L’Entente cordiale
47. Les Endettés
48. Double Dragon
49. Le Sauvetage
50. Le Désordre et la Nuit

- Cette liste reprend l’ordre du DVD Kaamelott - Livre IV : L'intégrale.

### Livre IV Tome I (DVD)
1. Tous les matins du monde 1re partie
2. Tous les matins du monde 2e partie
3. Raison et Sentiments
4. Les Tartes aux fraises
5. Le Dédale
6. Les Pisteurs
7. Le Traître
8. La Faute 1re partie
9. La Faute 2e partie
10. L’Ascension du Lion
11. Une vie simple
12. Le Privilégié
13. Le Bouleversé
14. Les Liaisons dangereuses
15. Les Exploités II
16. Dagonet et le Cadastre
17. Duel 1re partie
18. Duel 2e partie
19. La Foi bretonne
20. Au service secret de Sa Majesté
21. La Parade
22. Seigneur Caius
23. L’Échange 1re partie
24. L’Échange 2e partie
25. L’Échelle de Perceval
26. La Chambre de la reine
27. Les Émancipés
28. La Révoquée
29. La Baliste II
30. Les Bonnes
31. La Révolte III
32. Le Rapport
33. L’Art de la table
34. Les Novices
35. Les Refoulés
36. Les Tuteurs II
37. Le Tourment IV
38. Le Rassemblement du corbeau II
39. Le Grand Départ
40. L’Auberge rouge
41. Les Curieux 1re partie
42. Les Curieux 2e partie
43. La Clandestine
44. Les Envahisseurs
45. La vie est belle
46. La Relève
47. Les Tacticiens 1re partie
48. Les Tacticiens 2e partie
49. Drakkars !
50. La Réponse

### Livre IV Tome II (DVD)
1. Unagi IV
2. La Permission
3. Anges et Démons
4. La Rémanence
5. Le Refuge
6. Le Dragon gris
7. La Potion de vivacité II
8. Vox populi III
9. La Sonde
10. La Réaffectation
11. La Poétique II 1re partie
12. La Poétique II 2e partie
13. Le Jeu de la guerre
14. Le Rêve d’Ygerne
15. Les Chaperons
16. L’Habitué
17. Le Camp romain
18. L’Usurpateur
19. Loth et le Graal
20. Le Paladin
21. Perceval fait ritournelle
22. La Dame et le Lac
23. Beaucoup de bruit pour rien
24. L’Ultimatum
25. Le Oud II
26. La Répétition
27. Le Discours
28. Le Choix de Gauvain
29. Fluctuat nec mergitur
30. Le Face-à-face 1re partie
31. Le Face-à-face 2e partie
32. L’Entente cordiale
33. L’Approbation
34. Alone in the Dark II
35. La Blessure d’Yvain
36. Corpore sano II
37. L’Enchanteur
38. Les Bien Nommés
39. La Prisonnière
40. Les Paris III
41. Les Plaques de dissimulation
42. Le Vice de forme
43. Le Renoncement 1re partie
44. Le Renoncement 2e partie
45. L’Inspiration
46. Les Endettés
47. Double Dragon
48. Le Sauvetage
49. Le Désordre et la Nuit

## Livre V
- Le Livre V est le premier livre à utiliser un long format de huit épisodes de 45 minutes au lieu des cent épisodes de trois minutes trente des quatre livres précédents. Il a toutefois été diffusé en deux parties et sous deux formats : Huit épisodes de 45 minutes et cinquante épisodes de 7 minutes.
- La première partie (épisodes 1 à 25) a été diffusée à partir du 1er mai 2007, et la seconde partie à partir du 6 novembre 2007. Chaque diffusion était précédée d’une soirée spéciale de deux épisodes de 45 minutes. Ces prime-times ne constituaient qu'un résumé de l’histoire de chaque partie de la saison. En effet, pour que la totalité de l'intrigue puisse tenir en seulement 2 épisodes de 45 minutes, de nombreuses scènes (notamment celles à caractère humoristique) furent mises de côté, entrainant parfois des difficultés de compréhension. Elles furent ensuite réintroduites lors de la diffusion classique ainsi que pour la version director's cut du Dvd. Le tournage des épisodes 1 à 25 a débuté le 15 janvier 2007 et duré cinq semaines, celui des épisodes 26 à 50 a débuté le 28 mai 2007 par les scènes d’extérieur à Camaret[4].
- Les épisodes sont présentés dans l’ordre original de diffusion, qui est désormais strictement chronologique.

### Corvus Corone
1. Les Repentants
2. Miserere nobis
3. Le Dernier Recours
4. Les Nouveaux Clans
5. La Sorcière
6. L’Épée des rois

### La Roche et le Fer
1. Corvus corone
2. Le Périple
3. La Démission
4. Les Recruteurs
5. Hurlements
6. La Roche et le Fer

### Vae Soli
1. Les Dauphins
2. Væ soli !
3. Les Aquitains
4. Les Fruits d’hiver
5. Les Exilés
6. Perceval de Sinope

### Le Dernier Jour
1. Les Nocturnales
2. Les Rivales
3. Aux yeux de tous III
4. La Promesse
5. Le Forfait
6. Le Dernier Jour
7. L’Élu

### Le Royaume Sans Tête
1. Le Royaume sans tête
2. Le Jurisconsulte
3. Exsecutor
4. Le Substitut
5. L’Avènement du Sanguinaire
6. Les Sentinelles
7. L’Odyssée d’Arthur

### Jizô
1. Domi nostræ
2. La Supplique
3. Les Embusqués
4. La Nourrice
5. Les Transhumants
6. Jizô

### Le Phare
1. Unagi V
2. Les Pionniers
3. La Conspiratrice
4. Le Destitué
5. Le Phare

### Le Garçon Qui Criait Au Loup
1. Le Guide
2. Anton
3. Les Itinérants
4. Le garçon qui criait au loup
5. Le Théâtre fantôme
6. Le Retour du roi
7. La Rivière souterraine

## Livre VI
- Le livre VI explore la thématique du passé des personnages (notamment la période romaine d’Arthur) et accueille de nombreux invités, au nombre desquels Tchéky Karyo, Pierre Mondy (César), Patrick Chesnais, Jackie Berroyer... Le livre VI a pour nom Arturus rex. Le tournage a débuté en juin 2008, sur la plage des Kaolins à Plœmeur. Il s’est poursuivi en Italie pendant une semaine, dans les studios de Cinecittà. La série s’est, pour l’occasion, installée dans des décors de la série Rome. En tournage jusqu’à mi-juillet dans la région lyonnaise, l’équipe est retournée au Puy-en-Velay pour y retrouver le rocher où Excalibur attend toujours.
- Le livre VI change une fois de plus de format, en adoptant le format américain : 9 épisodes de 40 minutes (soit 3 épisodes diffusés lors de 3 soirées prime-time). Cette sixième saison est la dernière de la série (qui devait initialement en comporter sept) et l’épisode final a eu vocation à réaliser une transition entre la série et trois longs-métrages.
- Les sept premiers épisodes de cette sixième et dernière saison de Kaamelott ont été diffusés en avant-première exclusive lors du festival "Paris fait sa comédie" le 25 mars 2009 au Grand Rex, en compagnie de toute l'équipe de Kaamelott. 6 épisodes des 9 épisodes du livre VI ont été diffusés à la séance de 11 h et 7 épisodes à celle de 19 h, devant près de 5 000 personnes pour les deux séances.
- Les épisodes sont présentés dans l’ordre original de diffusion, qui est désormais strictement chronologique.
- Alexandre Astier indique dans une interview que la diffusion de la saison 6 aurait lieu seulement quinze jours avant la sortie du DVD, c'est-à-dire début octobre. Celle-ci a été retardée pour des raisons commerciales (M6 souhaite que le livre VI réponde à ses attentes marketing)[5].
- Le livre VI de Kaamelott est diffusé les samedis 17, 24 et 31 octobre 2009 à 20 h 40 sur M6, offrant par soirée, trois épisodes de la dernière saison télévisée de Kaamelott[6]. Le 31 octobre 2009, après la diffusion des 3 derniers épisodes qui clôturent la série télévisée, M6 diffuse une soirée de 3 h 10 environ proposant les 60 meilleurs épisodes des 4 premiers livres de la série pour redécouvrir les toutes premières aventures d'Arthur et de ses acolytes.

1. Miles Ignotus
2. Centurio
3. Præceptores
4. Arturi inquisito
5. Dux bellorum
6. Nuptiæ
7. Arturus rex
8. Lacrimosa
9. Dies iræ

## Suite

### Suite au cinéma
Le 3 février 2012, sur Twitter, Alexandre Astier annonce que l’écriture du film avait d’ores et déjà commencé.
Le 22 janvier 2019, Alexandre Astier annonce sur les réseaux sociaux que le tournage allait débuter pour une sortie au cinéma le 14 Octobre 2020.
Le 23 janvier 2020, le teaser du film est mis en ligne, et la sortie du film annoncée pour le 25 novembre de la même année, en retard sur la date prévue initialement, à cause de la crise due au Covid-19.
Finalement, le film sort le 21 juillet 2021 en France.